# Potenziali evocati
I potenziali evocati sono esami che  studiano le risposte del Sistema nervoso centrale a uno stimolo sensoriale, analizzando le vie nervose che dalla periferia portano le informazioni verso il cervello. Sono esami non invasivi, salvo in rari casi in cui si rende necessario l'uso di sottili aghi monouso e non producono effetti collaterali. In relazione all'organo sensoriale stimolato si possono ottenere: potenziali evocati somato-sensoriali (PESS), visivi (PEV) e  acustici (PEA).

## PESS
Possono essere analizzati tutti i nervi di senso, ma più frequentemente si studiano il nervo mediano/ulnare (per gli arti superiori) e il nervo tibiale (per gli arti inferiori). L'esame si svolge posizionando degli elettrodi sullo scalpo e in punti precisi lungo il decorso dei nervi periferici e stimolando con impulsi elettrici al polso per gli arti superiori o alla caviglia per gli arti inferiori.

## PEV
Si studiano il nervo ottico e la corteccia visiva con elettrodi posizionati sullo scalpo mentre il paziente fissa, prima con un occhio e poi con l'altro, un punto posto al centro di un video raffigurante una scacchiera (pattern reversal) i cui quadrati cambiano alternativamente colore da bianco a nero, oppure si possono utilizzare degli occhiali per stimolare direttamente l'occhio interessato.

## BAER o BAEP
BAEP (Brainstem Auditory Evoked Potentials), BAER (Brainstem Auditory Evoked Responses), ABR (Auditory Brainstem Responses) e PEA (potenziali evocati auditivi)
sono potenziali uditivi del tronco encefalico che valutano il decorso del nervo acustico fino al tronco encefalico. Gli elettrodi vengono posizionati sullo scalpo e sulle apofisi mastoidee o sui lobi auricolari. Il paziente ascolterà tramite una cuffia, prima in un orecchio e poi nell'altro, dei suoni che si ripetono a una frequenza fissa.

## PEM (Potenziali Evocati Motori)
Permettono di studiare la via che conduce lo stimolo che nasce nella corteccia cerebrale motoria e che attraverso il midollo spinale raggiunge i neuroni motori e quindi i muscoli: ciò è possibile grazie all'uso di un particolare stimolatore che genera un campo magnetico capace di attivare il tessuto cerebrale.

## HEP
Il potenziale evocato del battito cardiaco viene studiato per leggere l'interocezione nel cervello.